# Bruinborstnigrita
De bruinborstnigrita (Nigrita bicolor) is een zangvogel uit de familie Estrildidae (prachtvinken).

## Verspreiding en leefgebied
Deze soort telt 2 ondersoorten:
- N. b. bicolor: van Senegal en Gambia tot Togo.
- N. b. brunnescens: van zuidelijk Nigeria tot westelijk Oeganda en noordelijk Angola.